# Пашов Михайло Васильович
Михайло Васильович Пашов (липень 1915, селище Мангуш, тепер Мангушського району Донецької області — 2002) — український радянський діяч, голова Дніпропетровського облвиконкому. Член ЦК КПУ в 1966—1981 р. Депутат Верховної Ради УРСР 7-го скликання. Депутат Верховної Ради СРСР 8—9-го скликань.

## Біографія
Народився в родині селянина-бідняка. У 1933 році закінчив Бердянський сільськогосподарський технікум.
З 1933 року — агроном-ентомолог Маріупольської станції захисту рослин Донецької області.
У 1939 році закінчив Одеський сільськогосподарський інститут.
У 1939—1941 роках — старший агроном машинно-тракторної станції, потім головний агроном Юр'ївського районного земельного відділу Дніпропетровської області.
У 1941—1943 роках — агроном у Ставропольському краї РРФСР та у Казахській РСР.
У 1943—1955 роках — начальник плодоовочевого управління; начальник управління сільськогосподарської пропаганди Дніпропетровського обласного управління сільського господарства.
Член ВКП(б) з 1945 року.
У 1955—1956 роках — заступник начальника Дніпропетровського обласного управління сільського господарства.
У 1956—1961 роках — начальник Дніпропетровського обласного управління сільського господарства.
15 серпня 1961—1962 року — заступник голови виконавчого комітету Дніпропетровської обласної ради депутатів трудящих. У 1962 — січні 1963 року — 1-й заступник голови виконавчого комітету Дніпропетровської обласної ради депутатів трудящих — начальник Дніпропетровського обласного управління виробництва і заготівель сільськогосподарських продуктів.
У січні 1963 — травні 1964 року — 1-й заступник голови виконавчого комітету Дніпропетровської сільської обласної ради депутатів трудящих.
У травні — грудні 1964 року — голова виконавчого комітету Дніпропетровської сільської обласної ради депутатів трудящих.
У грудні 1964 — 22 грудня 1978 року — голова виконавчого комітету Дніпропетровської обласної ради депутатів трудящих.
З грудня 1978 року — на пенсії.

## Нагороди
- орден Леніна
- орден Трудового Червоного Прапора (6.07.1965)
- медаль «За трудову доблесть»